# Cecilia Dominguez
Cecilia Domínguez (Río Cuarto, 27 de marzo de 1986) es una periodista argentina de radio y televisión. Corresponsal en Latinoamėrica para la cadena CNN. Antes, cronista de TN y canal 13.

## Estudios
Graduada en Comunicación Universidad Nacional de Río Cuarto. Magíster en Periodismo Universidad de San Andrés, participante en la beca Clarín y la Escuela de Posgrado de Periodismo de la Universidad de Columbia Estados Unidos.

## Carrera Profesional
Cecilia ha desempeñado una destacada carrera en los medios de comunicación. Comenzó su trayectoria en 2011 en el canal Somos de la ciudad de Río Cuarto, donde trabajó como productora, cronista y conductora del noticiero "Somos Noticias" emitido diariamente por el canal local de 13 a 14. Durante este período, Cecilia se destacó por su capacidad para conectar con la audiencia y contar historias relevantes para la comunidad. En 2017, dio un salto a la televisión nacional al unirse a la señal Somos Noticias GBA donde fue conductora de los noticieros de las 13 para el Gran Buenos Aires y de las 19 para la zona sur del GBA. Más tarde, entre 2019 y 2023, formó parte del equipo de "Contacto Digital" en Radio Rivadavia, participando en el programa transmitido los sábados de 15 a 16 junto a Alejandro Alfie y Gastón Roitberg. En enero de 2023 pasa a desempeñarse como cronista de Todo Noticias y Canal 13, dos de los principales medios de comunicación de Argentina. En noviembre del año 2024 comienza su carrera en los medios internacionales tomando el papel de corresponsal de la cadena internacional CNN, rol que desempeña en la actualidad.

## Premios
2022-2023: Nominación Martín Fierro como mejor Cronista / Movilera.